# Championnat d'Espagne féminin de football 2021-2022
Navigation
Édition précédente Édition suivante
La saison 2021-2022 de Primera División Femenina, est la trente-quatrième édition du championnat d'Espagne féminin de football. Le FC Barcelone est le tenant du titre.
Le FC Barcelone est sacré champion le 13 mars 2022, à six journées de la fin du championnat après sa victoire 5-0 lors du Clásico féminin.

## Déroulement de la saison
Après une saison 2020-2021 exceptionnellement disputée à 18 équipes, quatre équipes sont reléguées pour seulement deux promotions, afin de revenir à un format à 16 équipes.
Le champion et le vice-champion sont qualifiés  pour le deuxième tour de qualification de la Ligue des champions 2022-2023 et le troisième pour le premier tour de qualification.

## Organisation
La compétition est disputée par 16 équipes qui s'affrontent chacune deux fois (un match sur le terrain de chaque équipe) selon un ordre préalablement établi par tirage au sort.
Les équipes marquent des points en fonction de leurs résultats : 3 points par match gagné, 1 pour un match nul et 0 pour les défaites. Le club qui accumule le plus de points à la fin du championnat est proclamé champion d'Espagne et obtient une place dans la Ligue des champions féminine pour la saison suivante.
Les deux derniers classés sont relégués en deuxième division.

## Participantes
| \| Madrid: Atlético de Madrid Madrid CFF Rayo Vallecano Real Madrid FC Barcelone Levante UD Athletic Club Real Sociedad Madrid UDG Tenerife Séville FC Betis Séville SC Huelva Valence CFF SD Eibar Villarreal CF Alavés \| Localisation des clubs engagés. |
| Madrid: Atlético de Madrid Madrid CFF Rayo Vallecano Real Madrid FC Barcelone Levante UD Athletic Club Real Sociedad Madrid UDG Tenerife Séville FC Betis Séville SC Huelva Valence CFF SD Eibar Villarreal CF Alavés                                       |

| Pos. | Reléguées en deuxième division |
| ---- | ------------------------------ |
| 15e  | Deportivo La Corogne           |
| 16e  | Espanyol Barcelone             |
| 17e  | EF Logroño                     |
| 18e  | Santa Teresa                   |

| Pos. | Promues en première division |
| ---- | ---------------------------- |
| 1re  | Villarreal CF                |
| 2e   | Deportivo Alavés             |

| Club                                | Ville               | Stade                                    | Capacité | Classement 2020-2021 |
| ----------------------------------- | ------------------- | ---------------------------------------- | -------- | -------------------- |
| FC Barcelone                        | Barcelone           | Stade Johan-Cruyff                       | 6 000    | 1re                  |
| Real Madrid Club de Fútbol          | Madrid              | Stade Alfredo-Di-Stéfano                 | 6 000    | 2e                   |
| Levante Unión Deportiva             | Valence             | Ciudad Deportiva de Buñol                | 3 000    | 3e                   |
| Club Atlético de Madrid             | Madrid              | Centro Deportivo Wanda                   | 2 700    | 4e                   |
| Real Sociedad                       | Saint-Sébastien     | Instalaciones de Zubieta                 | 2 500    | 5e                   |
| Unión Deportiva Granadilla Tenerife | Granadilla de Abona | Municipal La Palmera                     | 3 000    | 6e                   |
| Madrid Club de Fútbol Femenino      | Madrid              | Estadio Municipal Matapiñonera           | 3 000    | 7e                   |
| Sevilla Fútbol Club                 | Séville             | Ciudad Deportiva Ramón Cisneros Palacios | 7 500    | 8e                   |
| Valencia Club de Fútbol Femenino    | Valence             | Estadio Municipal Antonio Puchades       | 3 000    | 9e                   |
| Sporting Club de Huelva             | Huelva              | Campos Federativos de La Orden           | 2 000    | 10e                  |
| Athletic Club                       | Bilbao              | Instalaciones de Lezama                  | 3 200    | 11e                  |
| Real Betis Balompié                 | Séville             | Ciudad Deportiva Luis del Sol            | 1 300    | 12e                  |
| Rayo Vallecano                      | Madrid              | Ciudad Deportiva Rayo Vallecano          | 2 500    | 13e                  |
| Sociedad Deportiva Eibar            | Eibar               | Instalaciones de Unbe                    | 1 000    | 14e                  |
| Villarreal Club de Fútbol           | Vila-Real           | Ciudad Deportiva del Villarreal CF       | 5 000    | 1er D2 Nord          |
| Deportivo Alavés                    | Vitoria-Gasteiz     | Ciudad Deportiva José Luis Compañón      | 2 000    | 1er D2 Sud           |

## Compétition

### Classement
| Rang | Équipe             | Pts | J  | G  | N  | P  | Bp  | Bc | Diff |
| ---- | ------------------ | --- | -- | -- | -- | -- | --- | -- | ---- |
| 1    | FC Barcelone T     | 90  | 30 | 30 | 0  | 0  | 159 | 11 | +148 |
| 2    | Real Sociedad      | 66  | 30 | 21 | 3  | 6  | 57  | 38 | +19  |
| 3    | Real Madrid        | 60  | 30 | 19 | 3  | 8  | 41  | 31 | +10  |
| 4    | Atlético de Madrid | 59  | 30 | 17 | 8  | 5  | 71  | 28 | +43  |
| 5    | UDG Tenerife       | 54  | 30 | 16 | 6  | 8  | 42  | 44 | -2   |
| 6    | Levante UD         | 50  | 30 | 15 | 5  | 10 | 52  | 39 | +13  |
| 7    | Athletic Bilbao    | 47  | 30 | 14 | 5  | 11 | 45  | 47 | -2   |
| 8    | Séville FC         | 38  | 30 | 10 | 8  | 12 | 37  | 52 | -15  |
| 9    | Real Betis         | 31  | 30 | 7  | 10 | 13 | 31  | 52 | -21  |
| 10   | SC Huelva          | 31  | 30 | 6  | 13 | 11 | 28  | 44 | -16  |
| 11   | Deportivo Alavés P | 30  | 30 | 8  | 6  | 16 | 30  | 63 | -33  |
| 12   | Villarreal CF P    | 29  | 30 | 8  | 5  | 17 | 29  | 63 | -34  |
| 13   | Madrid CFF         | 27  | 30 | 8  | 3  | 19 | 42  | 64 | -22  |
| 14   | Valence CF         | 27  | 30 | 7  | 6  | 17 | 27  | 56 | -29  |
| 15   | SD Eibar           | 23  | 30 | 7  | 2  | 21 | 35  | 63 | -28  |
| 16   | Rayo Vallecano     | 14  | 30 | 3  | 5  | 22 | 27  | 68 | -41  |

| Légende : Qualifications et relégations | Légende : Qualifications et relégations                                       |
| --------------------------------------- | ----------------------------------------------------------------------------- |
|                                         | Ligue des champions féminine de l'UEFA 2022-2023 (phase de groupes)           |
|                                         | Ligue des champions féminine de l'UEFA 2022-2023 (2e tour de qualification)   |
|                                         | Ligue des champions féminine de l'UEFA 2022-2023 (1er tour de qualification)  |
|                                         | Relégation en deuxième division                                               |
|                                         | T : Tenant du titre P : Promu C : Vainqueur de la Coupe de la Reine 2021-2022 |

## Statistiques
Source.

### Meilleures buteuses
| Rg                 | Joueuse                     | Club          | Buts |
| ------------------ | --------------------------- | ------------- | ---- |
| Médaille d'or      | Geyse                       | Madrid CFF    | 20   |
| Médaille d'or      | Asisat Oshoala              | FC Barcelone  | 20   |
| Médaille de bronze | Alexia Putellas             | FC Barcelone  | 18   |
| 4.                 | Lieke Martens               | FC Barcelone  | 17   |
| 4.                 | Amaiur Sarriegi             | Real Sociedad | 17   |
| 6.                 | Nerea Eizaguirre (en)       | Real Sociedad | 16   |
| 6.                 | Jennifer Hermoso            | FC Barcelone  | 16   |
| 8.                 | Claudia Pina                | FC Barcelone  | 15   |
| 9.                 | Esther                      | Real Madrid   | 14   |
| 9.                 | Aitana Bonmati              | FC Barcelone  | 13   |
| 9.                 | Cristina Martín-Prieto (en) | UDG Tenerife  | 13   |

### Meilleures passeuses
| Rg                 | Joueuse                | Club          | P.d. |
| ------------------ | ---------------------- | ------------- | ---- |
| Médaille d'or      | Alexia Putellas        | FC Barcelone  | 15   |
| Médaille d'argent  | Caroline Graham Hansen | FC Barcelone  | 13   |
| Médaille de bronze | Lieke Martens          | FC Barcelone  | 12   |
| 4.                 | Claudia Pina           | FC Barcelone  | 11   |
| 4.                 | Fridolina Rolfö        | FC Barcelone  | 11   |
| 6.                 | Amaiur Sarriegi        | Real Sociedad | 9    |
| 6.                 | Àngela Sosa            | Betis Séville | 9    |
| 6.                 | Claudia Zornoza        | Real Madrid   | 9    |
| 10.                | Patricia Guijarro      | FC Barcelone  | 8    |

## Bilan de la saison
| Championnat d'Espagne féminin de football 2021-2022 |                         |
| Champion                                            | FC Barcelone (7e titre) |
| Dauphin                                             | Real Sociedad           |
| Coupes et trophées                                  |                         |
| Vainqueur de la Supercoupe d'Espagne 2021-2022      | FC Barcelone            |
| Qualifications continentales                        |                         |
| Ligue des champions féminine 2022-2023              | FC Barcelone            |
| Ligue des champions féminine 2022-2023              | Real Sociedad           |
| Ligue des champions féminine 2022-2023              | Real Madrid             |
| Promotions et relégations                           |                         |
| Promus en Primera División                          | Levante Las Planas      |
| Promus en Primera División                          | Alhama CF               |
| Relégués en Segunda División                        | SD Eibar                |
| Relégués en Segunda División                        | Rayo Vallecano          |